# Ленчица
Ленчѝца (на полски: Łęczyca) е град в Централна Полша, Лодзко войводство. Административен център е на Ленчишки окръг, както и на селската Ленчишка община, без да е част от нея. Самият град е обособен в самостоятелна градска община с площ 8,95 км2.

## География
Градът се намира в историческия регион Великополша. Столица е на историческата област Ленчинска земя. Разположен е край река Бзура, ляв приток на Висла. Отстои на 39 километра северно от Лодз, на 67 километра южно от Влоцлавек, на 133 километра западно от столицата Варшава и на 184 километра източно от Познан.

## История
Селищети получава градски прав през 1267 г.
В периода (1229 - 1351) е столица на Ленчинското княжество. След 1351 г. е административен център на новосформираното Ленчинско войводство.

## Население
Населението на града възлиза на 15 113 души (2011 г.). Гъстотата е 1688,60 души/км2.

## Личности

### Родени в града
- Юзеф Шчепански - полски поет и войник от Армия Крайова

## Градове партньори
- Rillieux-la-Pape, Франция
- Пенцлин, Германия
- Владимир Волински, Украйна
- Рипин, Полша

## Галерия
- Кметството
- Централен площад
- Изглед от кулата на Кралския замък
- Кралският замък в Ленчица
- Кралският замък в Ленчица – XV Международен рицарски турнир
- Първият Сейм (парламент) през 1182 г.
- Енорийска църква „Свети Андрей“
- Единствената запазена кула от укрепленията на град Ленчица от XIV век, която понастоящем служи като църковна камбанария на енорията „Свети Андрей“